# حسن‌آباد (ماهان)
حسن‌آباد یا حسن‌آباد۱ روستایی در دهستان ماهان بخش ماهان شهرستان کرمان استان کرمان ایران است.

## جمعیت
بر پایه سرشماری عمومی نفوس و مسکن در سال ۱۳۹۵ جمعیت این روستا ۴۵ نفر (۱۶خانوار) بوده‌است.